# Федоров Леонід Валентинович
Леонід Валентинович Федоров (8 січня 1963, Ленінград) — російський рок-музикант, композитор, продюсер, лідер гурту «АукцЫон».

## Творча біографія
Уродженець Ленінграда, Леонід Федоров як музикант зробив свої перші кроки в 1970-х роках у складах початківців аматорських рок-груп. Перші спроби створити музичний колектив Леонід Федоров, за його словами, зробив у чотирнадцять років. Ансамбль складався з його однокласників, що репетирували у квартирі Леоніда. Один з перших виступів пройшов у школі Федорова, де вони грали на одному з випускних балів. За його словами, голос у нього сів до початку другої частини програми, і програму догравали випускники.
Восени 1978 року зібрав групу: Леонід Федоров (гітара), Дмитро Зайченко (бас) і Олексій Віхрєв (барабани). Через два роки їх ряди поповнили ще два шкільних приятеля Леоніда: Михайло Малов (гітара, вокал) та Віктор Бондарик (бас-гітара), Зайченко переключився на орган. Тоді ж до них приєднався Сергій «Скво» Скворцов як звукооператор та освітлювач. Група називалася «Фаетон» і виступала в основному на шкільних вечорах.

### АукцЫон

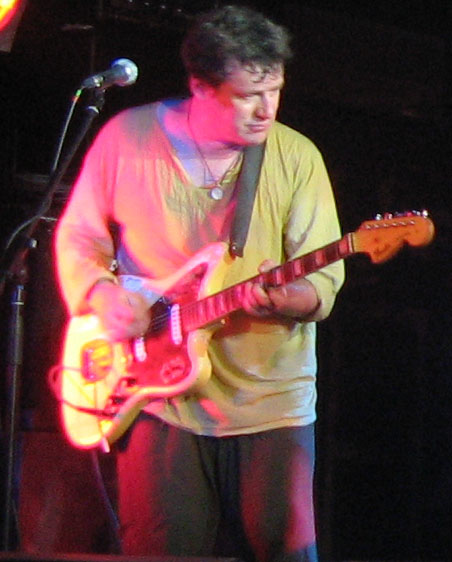
Леонід Федоров у складі групи АукцЫон на концерті в Санкт-петербурзькому клубі «Зал очікування», 10 липня 2009 року

У травні 1983 року «Фаетон» було перейменовано на «Аукціон», в подальшому перейменований в «АукцЫон», де за Леонідом з самого початку закріпилася роль музичного керівника і головного композитора групи, а пізніше — і провідного вокаліста. Виконуючи важливу роль у формуванні творчого вигляду групи, Леонід незмінно тримався в тіні як на сцені, так і поза нею, уникаючи зайвої популярності і публічності.
Творче становлення «Аукцыону» припало на середину 1980-х: тоді радянський рок вийшов на авансцену культурного життя в країні, викликав інтерес у світі. У короткі терміни «АукцЫон» завоював славу одного з найцікавіших вітчизняних рок-колективів з безпомилково впізнається сценічним образом і унікальним музичним стилем. У 1989 році «АукцЫон», поряд з іншими провідними радянськими рок-групи «Кіно» і «Звуки Му», був запрошений з концертами до Франції, де група однією з перших в країні записала компакт-диск.
У роки економічної кризи в Росії «АукцЫон», дорожив своєю творчою незалежністю, вів активну гастрольну діяльність за кордоном. В активі групи — понад 200 виступів у країнах Європи та Північної Америки. Як у роки успіху, так і в скрутні часи очолюваний Леонідом Федоровим «АукцЫон» не припиняв прогресувати музично, одну за одною випускаючи програми, постійно перебуваючи в пошуку оптимальних шляхів вираження нових музичних ідей. У 1992 році почалося їх багаторічна співпраця з поетом, виконавцем та художником Олексієм Хвостенко. Плодом цього співробітництва за життя Хвостенка з'явилися чотири студійних альбоми і живих записів; до його спадщини Леонід звертався і надалі.
У квітні 2007 року вийшов перший за 11 років студійний альбом «Аукцыону» — «Дівчата співають». Він був записаний в Нью-Йорку за участю Володимира Волкова, а також відомих американських музикантів, зірок нью-йоркського андерграунду: Марка Рібо, Джона Медескі, Френка Лондона та Неда Ротенберга. В жовтні 2011 року була представлена друга студійна робота групи — альбом «Дзиґа».

### Початок сольної діяльності
В кінці 1990-х, не припиняючи працювати і виступати в складі «Аукцыону», Леонід Федоров став відомий і як сольний виконавець. Його акустичний дебютний CD «Четыресполовинойтонны» побачив світ у 1997 році. Послідувала потім активна робота спільно з прогресивним етно-джазовим проектом «Волковтріо», яка знайшла відбиття в записах, виданих на дисках «Зими не буде» (2000) і «Анабэна» (2001). Постійно розширюючи коло творчих однодумців, що цікавили його музичних течій, Леонід Федоров активно експериментував — співпрацював з такими різноплановими артистами, як Володимир Волков, Володимир Мартинов, Тетяна Грінденко та ансамбль старовинної музики Opus Posth, хор російської духовної музики «Сірін», Леонід Сойбельман і «Не чекали», Олексій «Полковник» Хринов, «Крадене сонце», «Ленінград». Він також активно працював над музикою для кіно — і телефільмів. Також Леонід Федоров звертався у своїй творчості до російської поезії двадцятих років XX століття, народної, класичної та духовної музики, авангардного джазу. У 2002 році він приступив до реалізації ще одного проекту, цього разу спільно з відомим вітчизняним фолк-виконавцем Сергієм Старостіним і керівником хору «Сірін» Андрієм Котовим (пізніше реалізованого в програмі пластинки Душеполєзні пісні на кожен день (2008)). Не раз Леонід виступав і в якості звукоінженера, музичного продюсера записів інших артистів.

### «Равлик Рекордз»
У кінці 2000 року Леонід Федоров заснував свій звукозаписний лейбл «Равлик Рекордз», на якому видавав свої сольні роботи, так і найбільш йому близькі і цікаві записи. Ефектом знайденої таким чином незалежності з'явилася зросла в останні роки продуктивність сольної творчості Леоніда. Восени 2003 року вийшов його черговий сольний альбом «Ліловий день», який зібрав велику пресу і викликав масу позитивних відгуків як одна з найбільш самобутніх і цікавих нових робіт на вітчизняній музичній сцені. Навесні 2004 року побачили світ два нових диска в жанрі музичної аудіокниги, підготовлених спільно з одним з найяскравіших представників російської культурної зарубіжжя Анрі Волохонським — «Гори і річки» і «Джойс». У 2005—2006 роках вийшли ще три пластинки Леоніда Федорова спільно з Володимиром Волковим: «Танув» (2005), званий багатьма кращою вітчизняною платівкою року, потім «Безондерс» (2005) на вірші «оберіута» Олександра Введенського, і «Краса» (2006) на тексти Артура Молева і Андрія Смурова. 
29 грудня 2007 року в московському Центральному будинку художника відбулася презентація нового диска Федорова і Волкова — «Романси» на вірші Введенського і Хвостенка. А в середині листопада 2008 року була завершена робота над черговим альбомом дуету — «Сніп снів», який був представлений публіці 26 грудня 2008 року.
22 травня 2009 року почалися продажі альбому «Хвилі», створеного разом з Володимиром Волковим. У 2010 році вийшло відразу два альбоми: у березні — «Разинримилев», записаний у співпраці з Володимиром Волковим, Марком Рібо і Джоном Медескі на поему Велімира Хлєбникова, у вересні — «Wolfgang», записаний з Володимиром Волковим.

## Дискографія
- Четыресполовинойтонны (1997)
- Анабэна (2001)
- Ліловий день (2003)
- Весна (2012)
- Псалми (2016)

### Спільно зАнрі Волохонським
- Гори і річки (2004) — Волохонський, Федоров, Озерський, Волошин
- Джойс (2004) — Волохонський, Федоров, Волков

### Спільно з Володимиром Волковим
- Зими не буде (15 травня 2000) — Федоров, Волков, Курашов
- Танув (2 квітня 2005)
- Безондерс (24 грудня 2005)
- Краса (22 грудня 2006)
- Романси (28 грудня 2007)
- Сніп снів (26 грудня 2008) — Волохонський, Хвостенко, Федоров, Вовків
- Хвилі (22 травня 2009)
- Разинримилев (11 березня 2010) — Федоров, Волков, Медески, Рибо, Сміт
- Wolfgang (17 вересня 2010)
- Якщо Його Немає (29 березня 2013)
- Метелики (26 вересня 2014)
- Елегія (3 квітня 2015) — Леонід Федоров, Володимир Мартинов, Володимир Волков, Тетяна Грінденко, Ансамбль «Opus Posth»
- Гроза (15 квітня 2016)

### Спільно з Володимиром Волковим, Сергієм Старостіним та Андрієм Котовим
- Душеполєзні пісні на кожен день (2008)

### Спільно з колективом «Крузенштерн і пароплав»
- Бути скрізь (2013)
- Вибух кольорів (2015)[7]
- В траві (2015)
- Сталість веселощів і бруду (2018)

## Інструменти
- У складі «Аукцыону» Федоров незмінно використовує електрогітару Fender Jaguar забарвлення olympic white, випущену в середині 1960-х і придбану ним у 1989 році під час гастролей у Парижі. В одному з інтерв'ю музикант говорив про свою багаторічну прихильність до цього інструменту, відзначаючи, що «з часом такі речі стають тільки краще».

## Особисте життя
В кінці 1980-х років після знайомства з Олексієм Хвостенко Федоров прийняв хрещення і з тих пір сповідує православну віру: «Точно можу сказати, що справжню радість людині може дати тільки віра. Ніякі досягнення, ніякі подорожі, нові враження, нові знайомства — нічого не дає такої радості, сенсу, повноти життя».
Одружений, має від першого шлюбу доньку Ксенія — учасник групи «КУБИКМАГГИ» і дочка Валентина. Друга дружина — Лідія Федорова, другий директор групи АукцЫон.